# Hugh Quarshie
Pour les articles homonymes, voir Quarshie.
Hugh Quarshie (né Hugh Antony Kobna Quarshie le 22 décembre 1954 à Accra) est un acteur britannique.

## Biographie

### Jeunesse
Hugh Quarshie est d'origines ghanéenne, britannique et hollandaise par sa mère, Emma Wilhelmina, née Philips, et son père, Richard Quarshie, descendant de chefs de tribu africains. Né à Accra, au Ghana, il émigre au Royaume-Uni avec ses parents à l'âge de trois ans. Scolarisé à Bryanston School, dans le Dorset, puis à la Dean Close School de Cheltenham où il joue le rôle d'Othello au théâtre Tuckwell, il étudie ensuite le PPE à Christ Church. Quarshie souhaite d'abord devenir journaliste, avant de se tourner vers le métier d'acteur. Il est membre de la Royal Shakespeare Company et apparaît dans de nombreuses productions théâtrales et télévisée, notamment aux côtés de Judi Dench dans Behaving Badly.

### Carrière
Hugh Quarshie est connu pour ses rôles de Sunda Kastagir dans Highlander et du Capitaine Panaka dans Star Wars, épisode I : La Menace fantôme. Il apparaît dans le double-épisode de la série Doctor Who, L'Expérience finale et DGM : Dalek génétiquement modifié diffusés en avril 2007, dans lequel il incarne Solomon, chef du Hooverville de Central Park. Il se rend également à la convention Star Wars organisée pour la sortie de La Menace fantôme, la Star Wars Celebration en 1999.
Il incarne également Ric Griffin dans la série hospitalière Holby City, tient le premier rôle, celui du père Gus, dans Sanctuaire de Michele Soavi et interprète Aaron le Maure dans une adaptation par la BBC du Titus Andronicus de Shakespeare.
Hugh Quarshie prête sa voix à plusieurs programmes télévisés, notamment pour un documentaire sur les chutes d'Iguazu intitulé Mega Falls of Iguacu en 2006 ainsi  que l'adaptation du roman Small Islands réalisée en 2009. En 2010 il est le narrateur de la série animalière The Great Rift: Africa's Wild Heart produite par la BBC et Animal Planet. En 2010, il participe à l'émission Who Do You Think You Are?, qui retrace ses origines ghanéennes et hollandaises,. Cette émission révèle qu'il descend de Pieter Martinus Johannes Kamerling, un notable hollandais de la Côte de l'Or, faisant de lui un parent éloigné d'Antonie Kamarling, acteur lui aussi.

## Filmographie

### Cinéma
- 1980 : Les Chiens de guerre de John Irvin : Officier du Zangaro
- 1985 : Baby : Le Secret de la légende oubliée de Bill L. Norton : Kenge Obe
- 1986 : Highlander de Gregory Widen : Sunda Kastagir
- 1989 : Sanctuaire de Michele Soavi : Père Gus
- 1990 : Cabal de Clive Barker : Détective Joyce
- 1999 : Wing Commander de Chris Roberts : Lieutenant Obutu
- 1999 : Star Wars, épisode I : La Menace fantôme de George Lucas : Capitaine Panaka
- 1999 : To Walk with Lions de Carl Schultz : Maxwell
- 2000 : Threesome, court-métrage d'Adam Ganz : Dave
- 2000 : It Was an Accident de Metin Hüseyin : George Hurlock
- 2003 : Conspiracy of Silence de John Deery : Frère Joseph Ennis
- 2011 : Ghosted de Craig Viveiros : Ade
- 2018 : Red Sparrow de Francis Lawrence : Simon Benford
- 2022 : The Son de Florian Zeller : docteur Harris
- 2023 : Book Club: The Next Chapter de Bill Holderman

### Télévision
- 1968 : Scene, série télévisée : un épisode.
- 1979 : The Knowledge, téléfilm de Bob Brooks : Champion.
- 1980 : Buccaneer, série télévisée de Norman James Crisp et Eric Paice : Major Ndobi, deux épisodes.
- 1981 : Wolcott, série télévisée de Colin Bucksey : Dennis St George.
- 1981 : The Jail Diary of Albie Sachs, téléfilm de Kevin Billington : Danny Young.
- 1981 : A Midsummer Night's Dream, téléfilm de Kevin Billington adapté de la pièce de William Shakespeare, Le Songe d'une nuit d'été : Philostrate.
- 1983 : Rumpole of the Bailey, série télévisée : Jonathan Mazenze, un épisode.
- 1983 : Angels, série télévisée de Paula Milne : Turi Mimi, deux épisodes.
- 1984 : Sharma and Beyond, téléfilm de Brian Gilbert : L'homme sur les escaliers.
- 1985 : Titus Andronicus, téléfilm de Jane Howell, adapté de la pièce de William Shakespeare, Titus Andronicus : Aaron.
- 1985 : Alas Smith & Jones, série télévisée : un épisode
- 1986 et 1989 : Screegeorgian underworldnplay, série télévisée : Mike / Wallace, deux épisodes.
- 1988 : A Gentleman's Club, série télévisée : Baba, un épisode.
- 1989 : Behaving Badly, série télévisée : Daniel, quatre épisodes.
- 1991 : Chancer, série télévisée de Alan Grint : Kazeem, deux épisodes'.
- 1991 : La rédac, série télévisée de Steven Moffat et Bill Moffat : Inspecteur Hibbert, deux épisodes.
- 1992 : Surgical Spirit, série télévisée de Peter Learmouth : Fergus Debonaire, un épisode.
- 1992 : Virtual Murder, série télévisée de Harry Robertson et Brian Degas : Dr Mellor, un épisode.
- 1992 : The Tomorrow People, série télévisée de Roger Price : Professeur John Galt.
- 1992 à 1994 : Medics, série télévisée : Dr Tom Carey, dix-neuf épisodes.
- 1993 : The Comic Strip Presents..., série télévisée de Peter Richardson : Lieutenant Delaney.
- 1993 : Red Dwarf, série télévisée de Rob Grant (en) et Doug Naylor : La voix de l'ordinateur, un épisode.
- 1994 : Horizon, série documentaire : Narrateur.
- 1994 : The Chief, série télévisée de Jeffrey Caine : Vincent Pierce, un épisode.
- 1994 : MacGyver : Le Trésor perdu de l'Atlantide, téléfilm de Lee David Zlotoff : Inspecteur Rhodes.
- 1994 : Shakespeare: The Animated Tales, série télévisée : Cassius.
- 1995 : Solomon & Sheba, téléfilm de Robert Malcolm Young : Le père de Nikaule.
- 1995 : The Glam Metal Detectives, série télévisée de Peter Richardson : John, un épisode.
- 1995 : She's Out, série télévisée : Ron Craig, six épisodes.
- 1997 : Melissa, série télévisée : George Bond, cinq épisodes.
- 1998 : A Respectable Trade, série télévisée de Suri Krishnamma : Caesar Peters.
- 1999 : The Murder of Stephen Lawrence, téléfilm de Paul Greengrass : Neville Lawrence.
- 2000 : Les Mille et Une Nuits, téléfilm de Steve Barron : Mustappa.
- 2000 : Jason et les Argonautes, téléfilm de Nick Willing : Le centaure.
- 2000 : The Bill, série télévisée de Geoff McQueen : Colonel Augustine Ngeze / Roger Kibanga, un épisode.
- 2000 : North Square, série télévisée de Peter Moffat : Juge Anthony Glove, un épisode.
- 2001 : En immersion, série télévisée de Peter Jukes : Jim Craddock, un épisode.
- 2001 : Hornblower: Retribution, téléfilm de Andrew Grieve, adapté des œuvres de C. S. Forester : François le Fanu.
- 2001 : BeastMaster, le dernier des survivants, série télévisée d'Andre Norton : Orpheo, un épisode.
- 2003 : Timewatch, série documentaire : Narrateur, un épisode.
- 2003 : Georgian Underwold, série télévisée de Rob Coldstream : Narrateur, un épisode.
- 2005 : The Afternoon Play, série télévisée : Adam Clay, un épisode.
- 2005 : Casualty@Hobby City, série télévisée de Mervyn Watson et Tony McHale : Ric Griffin, deux épisodes.
- 2005 : Casualty, série télévisée de Jeremy Brock et Paul Unwin : Ric Griffin / Gordon Hutchens, trois épisodes.
- 2007 : Doctor Who, série télévisée : Solomon, deux épisodes.
- 2009 : Small Island, téléfilm de John Alexander : Narrateur.
- 2012 : White Heat, série télévisée de  Paula Milne : Victor (présent), six épisodes.
- 2012 : Holby City, série télévisée de Tony McHale et Mal Young : Ric Griffin.
- 2020 : Breeders